# Battlesden
Battlesden, est un hameau et une paroisse civile du Central Bedfordshire, en Angleterre.